# 平田未緒
平田 未緒（ひらた みお、1968年 - ）は、日本の人事コンサルタント。株式会社働きかた研究所代表取締役所長。

## 人物・経歴
早稲田大学を卒業後、旅行ガイド制作会社で編集記者として勤務し、1996年にアイデムへ入社して「人と仕事研究所」へ配属される。人事マネジメント情報誌の記者と編集長として約15年間、女性社員、パート、アルバイトの雇用管理と労働者の就業意向など「働きかた」について企業と個人を取材する。この間に、従業員定着率が高く業績がよい企業は、労使が相互に信頼と尊重しているとする「相思相愛マネジメント」を、著書や講演で発信する。2009年から「人と仕事研究所」長を務めた。
2013年にアイデムを退職し、株式会社働きかた研究所を設立して企業コンサルティングを開業する。
日本女子大学非常勤講師、中小企業大学校講師、中央大学ビジネススクール (MBA) 客員教授、厚生労働省で「社会保障審議会 短時間労働者への社会保険適用等に関する特別部会」委員、「非正規雇用労働者の能力開発抜本強化に関する検討会」委員、「働き方の多様化を踏まえた社会保険の対応に関する懇談会」委員、それぞれを務めた。
キャリアコンサルタント、米国CCE,Inc. 認定 GCGF-Japanキャリアカウンセラー、一般社団法人エチケット・サービス向上協会理事、特定非営利活動法人内部統制評価機構認定 内部統制評価者。

## 著作

### 単著
- 『パートのやる気を120%活かす方法]』ダイヤモンド社（2003年1月）
- 『採れない時代のパート活用成功法』経営書院 （2006年9月）
- 『パート・アルバイトの活かし方・育て方〜「相思相愛を実践する１０ステップマネジメント〜』PHP研究所（2009年11月）
- 『なぜあの会社には使える人材が集まるのか〜失敗しない採用の法則〜』PHP研究所 （2013年12月）

### 共著
- 『混成職場の人事管理と法律知識Q&A 』（産労総合研究所 編）経営書院（2006年9月）
- 『「気配り経営力」が業績を伸ばす！』（武田哲男 共著）セルバ出版（2013年7月）
- 『改正法に対応したパート、契約社員の活用と実務』（労務行政研究所 編）労務行政研究所（2014年10月）
- 『職業の経済学』（阿部正浩 編）中央経済社 （2017年9月）
- 『ダイバーシティ経営と人材マネジメント: 生協にみるワークライフバランスと組織理念の役割 』（佐藤博樹 編）勁草書房（2020年2月）